# Hitsujibungaku
Hitsujibungaku (en japonés 羊文学) es un grupo japonés de rock alternativo formado por Moeka Shiotsuka (voz, guitarra y composición), Yurika Kasai (bajo) y Hiroa Fukuda (batería). 

## Trayectoria

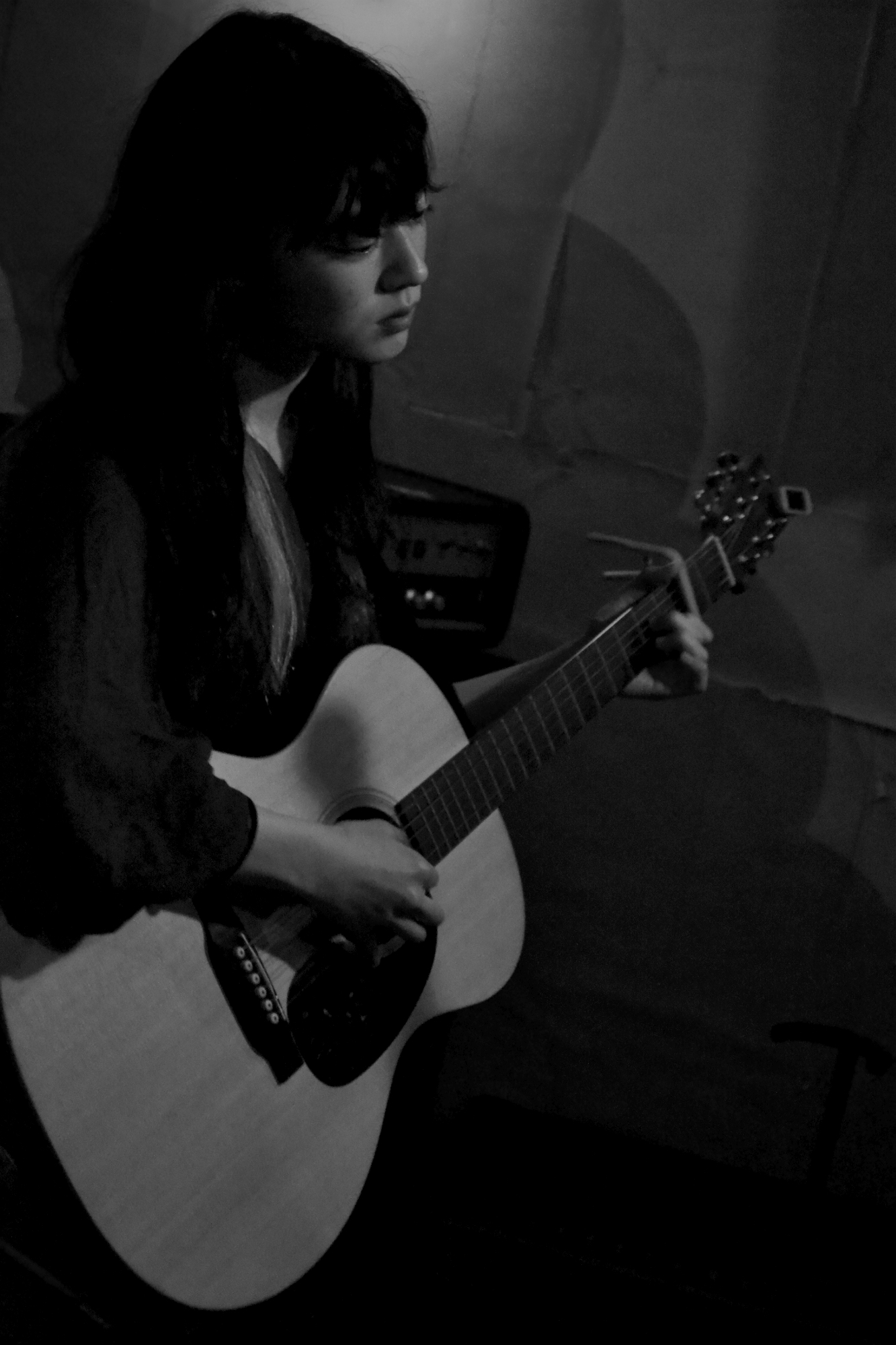
Moeka Shiotsuka en 2018

La cantante Moeka Shiotsuka creció en una familia muy estricta, y era una alumna seria y estudiosa. Empezó a interesarse por la música en el colegio, a través de amigos y uniéndose al club de música. Participó en varios proyectos pequeños, como un dúo con otra chica y un grupo de versiones de Scandal.
HitsujiBungaku nace en 2011, Moeka tiene entonces 15 años y está empezando el instituto. En esta versión primitiva, la banda evoluciona según el calendario escolar y las primeras grabaciones se realizan durante las vacaciones. Dudando entre su interés por la moda y su pasión por la música alternativa, la actividad y los miembros del grupo fluctúan a lo largo de los años.
El baterista Hiroa Fukuda, por su parte, era más de no hacer nada en la escuela. A pesar de todo, entró en la universidad, pero sólo para "descansar" y tocar música en los clubes universitarios. Durante un tiempo, fue batería de apoyo de Regal Lily, y se unió a Hitsujibungaku en 2015, ya que la banda coincidía totalmente con su interés por el shoegaze y la música alternativa. Moeka es un año mayor que él, así que al principio la llama "Shiotsuka-san", que es una forma muy educada de dirigirse a una persona mayor, antes de que Moeka le diga que no tenía sentido ser tan formal con ella.
La bajista Yurika Kasai también era miembro del club de música de su escuela, pero era guitarrista. Participó en un pequeño festival de música organizado por su escuela, en el que también participó HitsujiBungaku. Impresionada por el grupo, decidió seguirlo en Twitter. En 2017, el grupo publicó un anuncio buscando un nuevo bajista. En ese momento, Yurika se pasa al bajo y responde al anuncio. Moeka la eligió porque fue la única persona que respondió al anuncio. Hiroa añade que desde el primer ensayo apreciaron rápidamente la aportación melódica de la nueva bajista.
En 2018, el grupo lanza su primer álbum, 若者たちへ (To the youth). El vídeo para la canción Step fue dirigido por Shunji Iwai.
En 2020 lanza su segundo álbum, Powers.
En 2021, Hitsujibungaku compone e interpreta la canción de apertura del anime Heike Monogatari, "Hikaru Toki" (Cuando la luz brilla) cuyo vídeo alcanza más de 10 millones de vistas en YouTube.
En 2022, el grupo lanza su tercer álbum, Our hope.
En septiembre de 2023, el grupo lanza el single More than words cuyo vídeo alcanza más de 18 millones de vistas en YouTube.
En diciembre de 2023, el grupo saca su cuarto álbum, 12 hugs (like butterflies).
El 14 de diciembre de 2024, el grupo toca por primera vez en Estados Unidos (Honolulú).
El 19 de julio de 2025, el grupo actúa en Londres, se trata de su primer concierto europeo. El mismo día, el grupo anuncia que estará de gira por Europa a mediados de octubre.
El nuevo álbum sale el 8 de octubre de 2025.

## Discografía

### Álbumes
- 若者たちへ (To the youth), 2018
- Powers, 2020
- Our hope, 2022
- 12 hugs (like butterflies), 2023
- Don't laugh it off, 2025

### EPs
- Zawameki, 2020
- You love, 2021